# Wejherowo (Landgemeinde)
Die Gmina wiejska Wejherowo ist eine selbständige Landgemeinde in Polen und liegt im Powiat Wejherowski der Woiwodschaft Pommern. Die Gemeinde hat eine Fläche von 194,08 km² auf der 27.177 Einwohner (31. Dezember 2020) wohnen. Der Sitz der Gemeinde und des Kreises befindet sich in der namensgebenden Stadt Wejherowo (deutsch Neustadt in Westpreußen; kaschubisch Wejrowò), die aber der Landgemeinde nicht angehört.

## Geographie

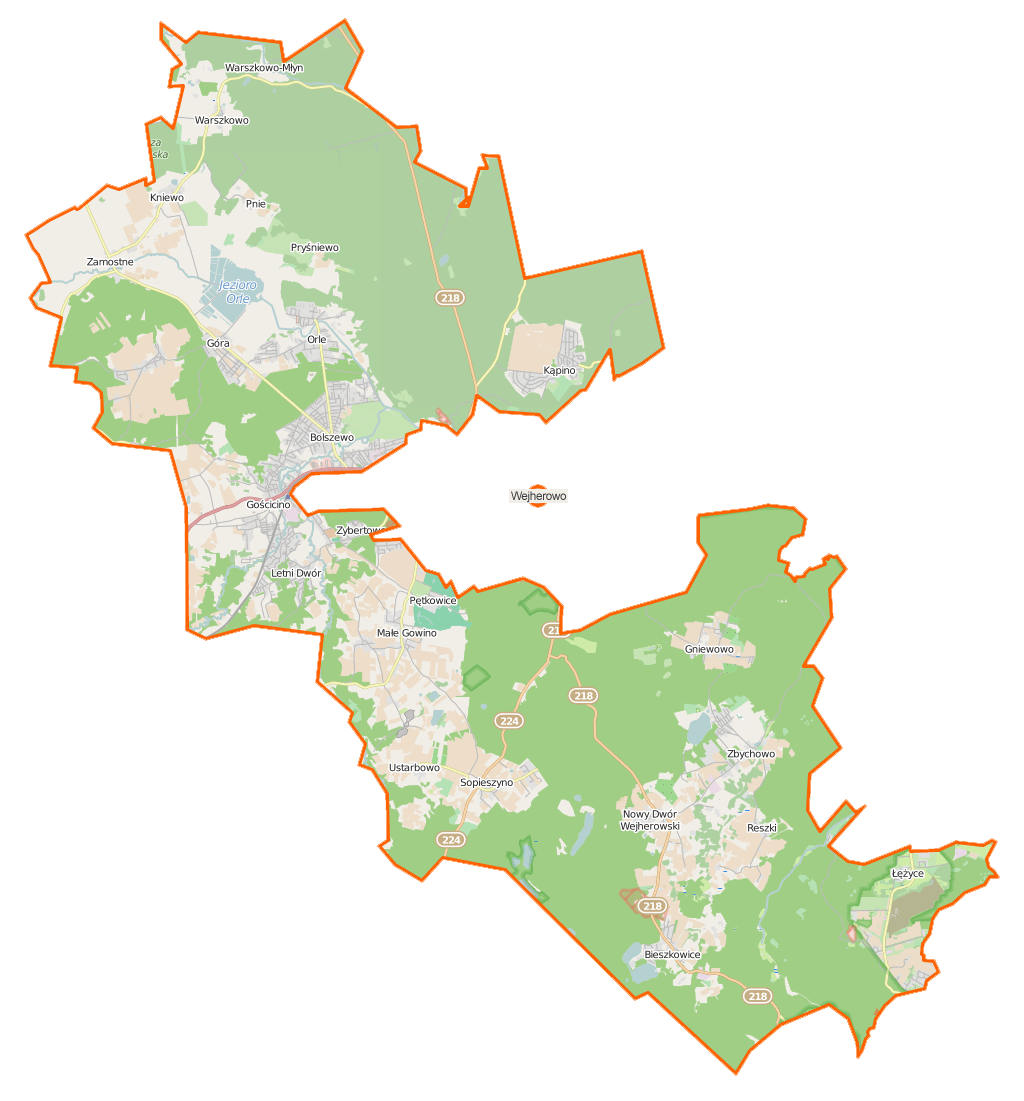
Karte der Landgemeinde

Die Landgemeinde umfasst die Stadt Wejherowo im Norden, Westen und Süden.

## Gliederung
Die Landgemeinde besteht aus den folgenden Ortschaften:
| Polnischer Name        | Kaschubischer Name   | Deutscher Name                                |
| ---------------------- | -------------------- | --------------------------------------------- |
| Biała                  | Biôła                | Biala                                         |
| Białasowizna           |                      |                                               |
| Bieszkowice            | Bieszkòjce           | Bieschkowitz (1942–1945 Beschenfeld)          |
| Bolszewo               | Bòlszéwò             | Bohlschau                                     |
| Borowo                 | Bòròwò               | Borrowo                                       |
| Burch                  |                      |                                               |
| Cierżnia               | Cérzniô              | Czersnia (1942–1945 Schirsen)                 |
| Gacyny                 | Gacynë               | Buchwald                                      |
| Głodówko               | Głodowkò             | Glodowken (1942–1945 Gloden)                  |
| Gniewowo               | Gniéwòwò             | Gnewau (1942–1943 Zornwalde, 1943–1945 Newau) |
| Góra                   | Gòra                 | Gohra (1942–1943 Bergen, 1943–1945 Rhedaberg) |
| Gościcino              | Gòścëcëno            | Gossentin                                     |
| Gwizdówka              |                      |                                               |
| Kąpino                 | Kempinò              | Kompino (1876–1945 Waldenburg)                |
| Kniewo                 | Kniewò               | Kniewenbruch                                  |
| Krystkowo              | Kristkòwò            | Kristkowo                                     |
| Łężyce                 | Łãżëce               | Lensitz                                       |
| Małe Gowino            | Môłé Gòwino          | Klein Gowin (1942–1945 Kleinwarndorf)         |
| Marianowo              |                      | Marienhain                                    |
| Miga                   | Mëga                 | Neusasserei                                   |
| Młynki                 | Młënki               | Mehlken                                       |
| Nowiny                 | Nowinë               | Nowinnen                                      |
| Nowy Dwór Wejherowski  | Wejrowsczi Nowi Dwòr | Neuhof                                        |
| Orle                   |                      | Worle                                         |
| Paradyż                | Paradëz              | Paradies                                      |
| Pętkowice              | Pentkòwice           | Pentkowitz (1942–1945 Paulinenhof)            |
| Piecewo                | Piecewò              | Piecewo                                       |
| Piekiełko              | Môłé Piékło          | Piekelken                                     |
| Pińskie                | Piński               | Pinsk                                         |
| Pnie                   | Pnié                 |                                               |
| Prajsów                |                      |                                               |
| Pryśniewo              | Prësniéwò            | Prissnau                                      |
| Reszki                 | Reszki               | Reschke                                       |
| Rogulewo               | Regùléwò             | Rogulewo                                      |
| Sopieszyno             | Sopiészëno           | Soppieschin (1942–1945 Sophienhof)            |
| Sopieszyno-Wybudowanie |                      |                                               |
| Ustarbowo              | Ùstôrbòwò            | Ustarbau (1942–1945 Wusterbau)                |
| Warszkowo              | Warszkòwò            | Warschkau (1942–1945 Neuwerder)               |
| Warszkowski Młyn       | Warszkòwsczi Młën    | Warschkauermühle                              |
| Wielkie Gowino         | Wiôlgé Gòwino        | Groß Gowin (1942–1945 Warndorf)               |
| Wygoda                 | Wëgòda               | Wigodda                                       |
| Wyspowo                | Wëspòwò              | Wispau                                        |
| Zamostne               | Zômòstné             | Kniewenzamosten (1942–1945 Überbrück)         |
| Zbychowo               | Zbëchòwò             | Sbichau (1942–1945 Weihersfelde)              |
| Zibertowo              | Zëbertòwo            |                                               |
| Zielony Dwór           | Zélonë Dwòr          | Grünhof                                       |

## Denkmal und Massengräber
Ein zwölf Meter hohes Denkmal am nördlichen Gemeinderand in der Nähe von Wielka Piaśnica an der Hauptstraße zwischen Wejherowo und Krokowa erinnert an die Massaker von Piaśnica ab September 1939.

## Persönlichkeiten
- Oskar Schultz-Gora (1860–1942), Romanist und Professor in Berlin, Königsberg, Straßburg und Jena; geboren in Gohra.